# Randal Grichuk
Randal Alexander Grichuk (Rosenberg, Texas, 13 de agosto de 1991), más conocido como Randal Grichuk, es un jugador profesional estadounidense de béisbol que se desempeña en la posición de jardinero derecho en Arizona Diamondbacks, equipo de las Grandes Ligas de Béisbol (MLB).

## Carrera
Grichuk hizo su debut en la MLB con el equipo St. Louis Cardinals, en el cual jugó cuatro temporadas (2014-2017), después pasó a Toronto Blue Jays (2018-2021), luego a Colorado Rockies (2022-2023), posteriormente a Los Angeles Angels (2023), y finalmente, a Arizona Diamondbacks, donde lleva jugando una temporada.